# Рязанський міський електропотяг
Рязанський міський електропоїзд (рос. Рязанский городской электропоезд) — мережа S-Bahn міста Рязань, Росія, що використовують існуючі залізничні колії.

## Історія
Мережа S-Bahn була введена у Рязані 30 квітня 2009 році у тестовому режимі. На існуючих залізничних лініях і пасажирських станціях. Тестовий період, що тривав до 17 червня, показав необхідність будівництва додаткових станцій і обхідних ліній для обгону приміських електропоїздів.
Повторний запуск системи відбувся у січні 2013 з підписанням угоди між Урядом Рязанської області та Приміською пасажирської компанією.

## Лінії
На 2020 рік використовується одна лінія завдовжки 15 км. На лінії розташовуються 5 станцій:
- Дягілєво
- Лагєрний
- Рязань I
- 203 км
- Лісок

Електропотяги курсують щодня, зі збільшеним кількість вранці і ввечері. Квиток можна придбати в касі станцій або в електронному терміналі як на одну поїздку, так і проїзний на місяць.